# Honigfabrik
L'Honigfabrik o la Fàbrica de mel és un centre cultural a Wilhelmsburg (Hamburg) instal·lat a una fàbrica de margarina obsoleta a la vora del Veringkanal i de l'antic ferrocarril del port d'Hamburg. El centre reuneix diverses activitats i locals comunitaris: sales d'espectacles, escola de transformació de la planxa d'acer i de fusta, taller d'història local, cafè i restaurant, animacions per a nens i joves, vaixell habitació, vaixell escola (en construcció), formació lingüística per a gent gran, teatre, etc.
A l'inici era una fàbrica de margarina, després de la Segona Guerra Mundial va transformar-se en una fàbrica de mel artificial i finalment, des del 1978 va esdevenir un centre d'animació cultural i de formació local. A poc a poc va aconseguir una presència molt enllà del barri i va contribuir a la renaixença de Wilhelmsburg. Des del 2006, una restauració exhaustiva sota la direcció de l'arquitecte Franzis Stich va adaptar l'edifici a les seves funcions noves. L'afegit d'una casa d'escales coberta de vidre acolorit va ser la intervenció més visible. Des del 2010, un projecte d'eixample a la part meridional de l'edifici és en via de realització.

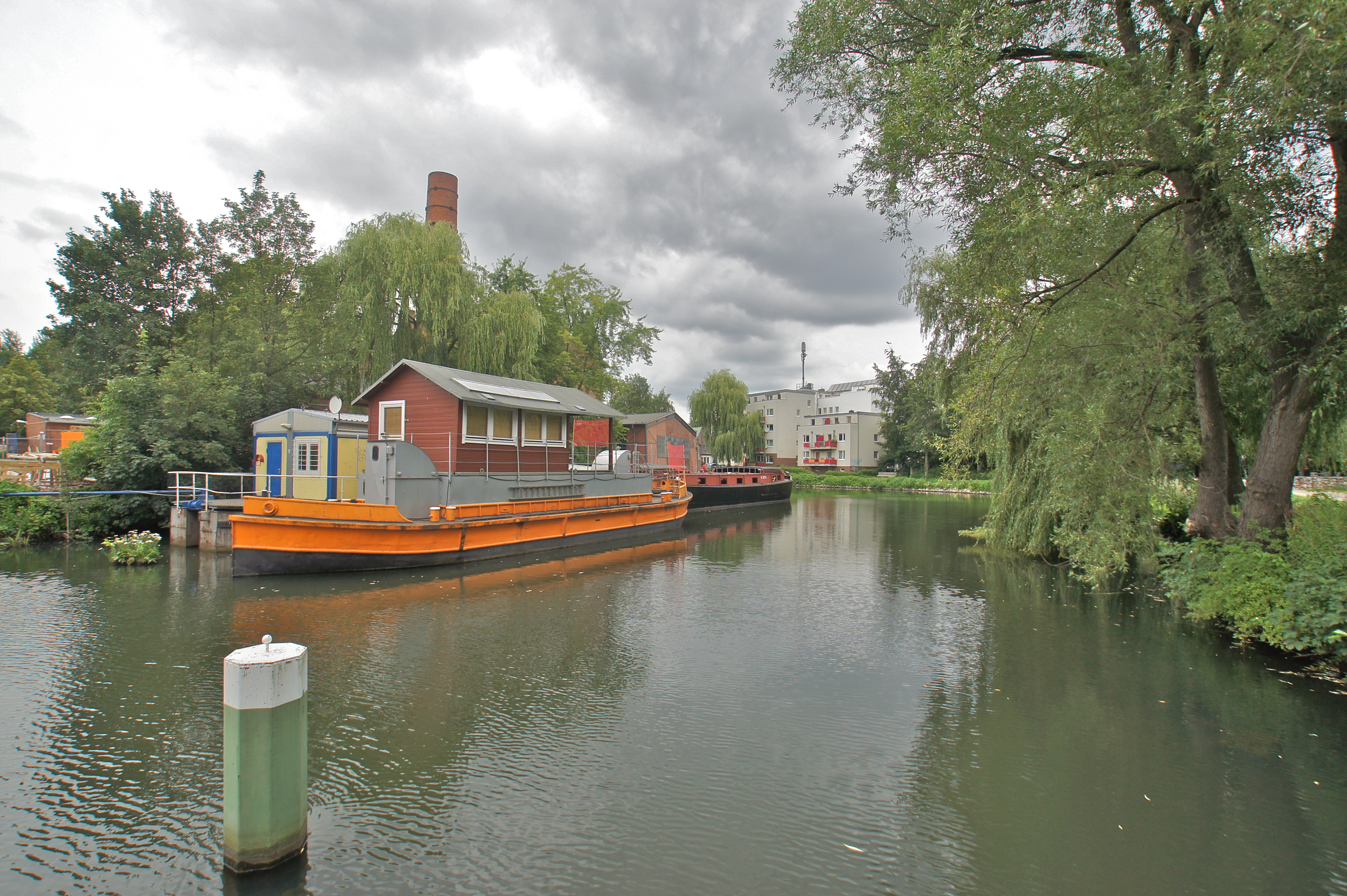
El vaixell escola
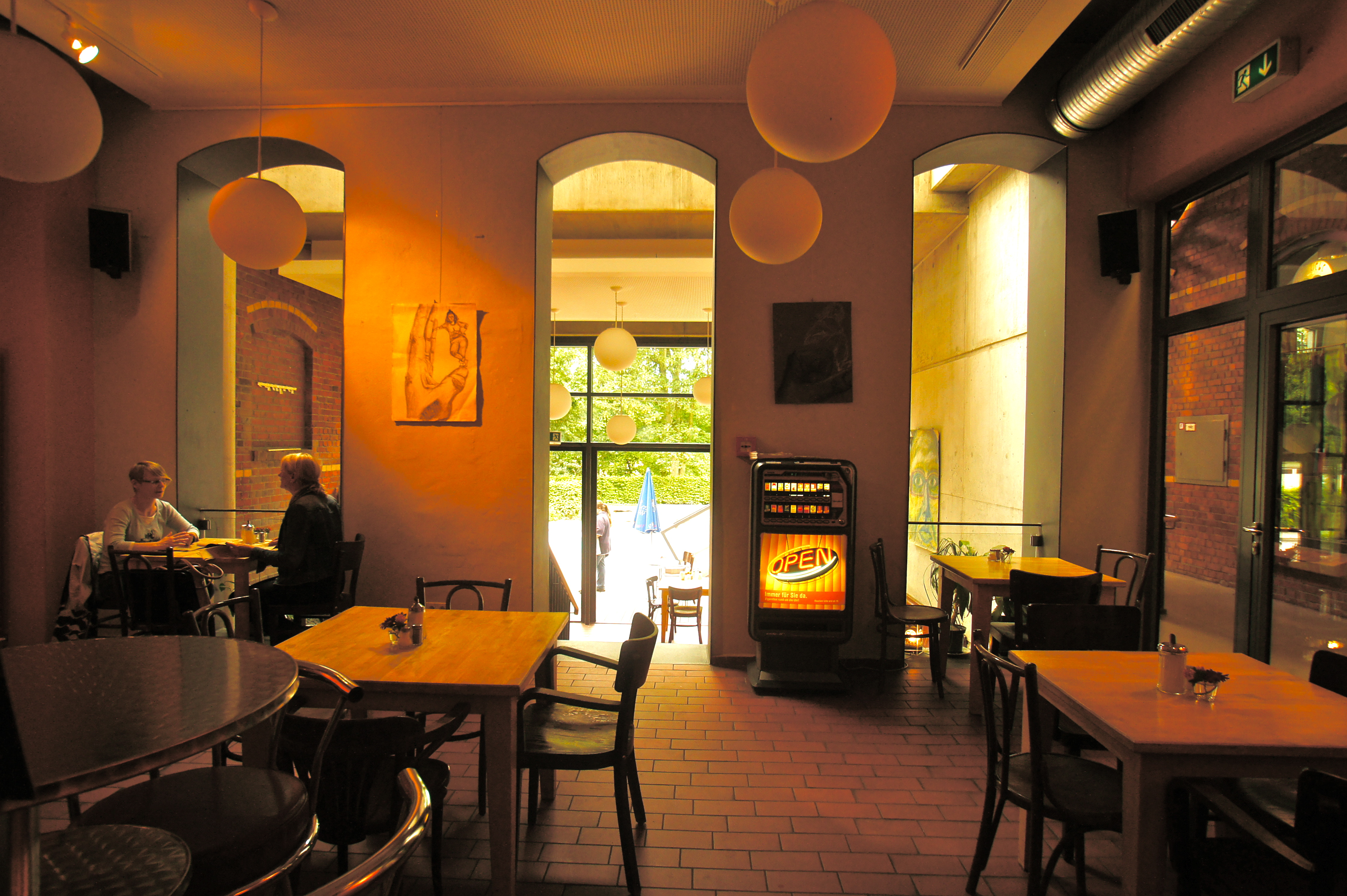
El cafè i restaurant
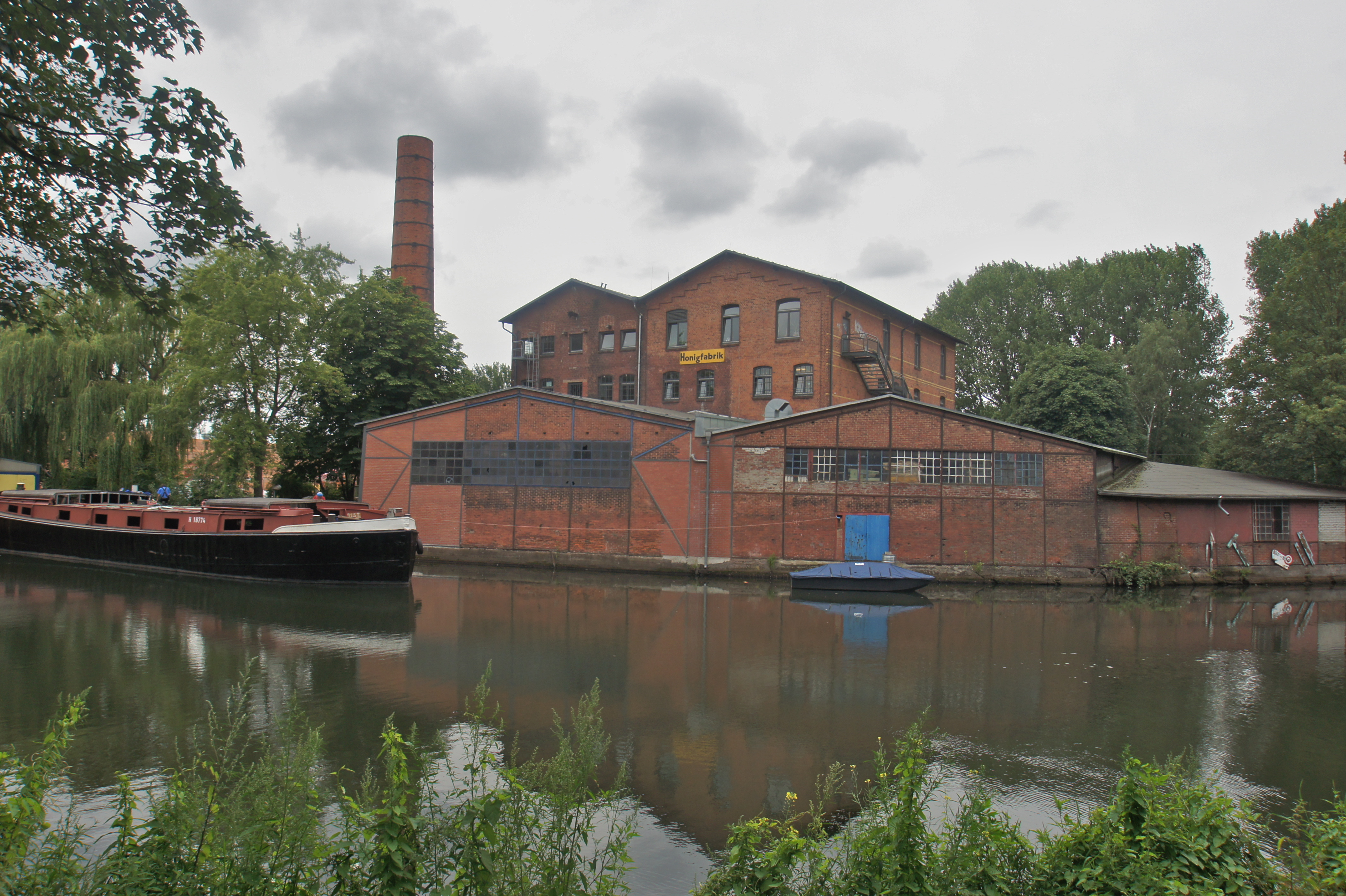
El centre vist des del Canal de Vering
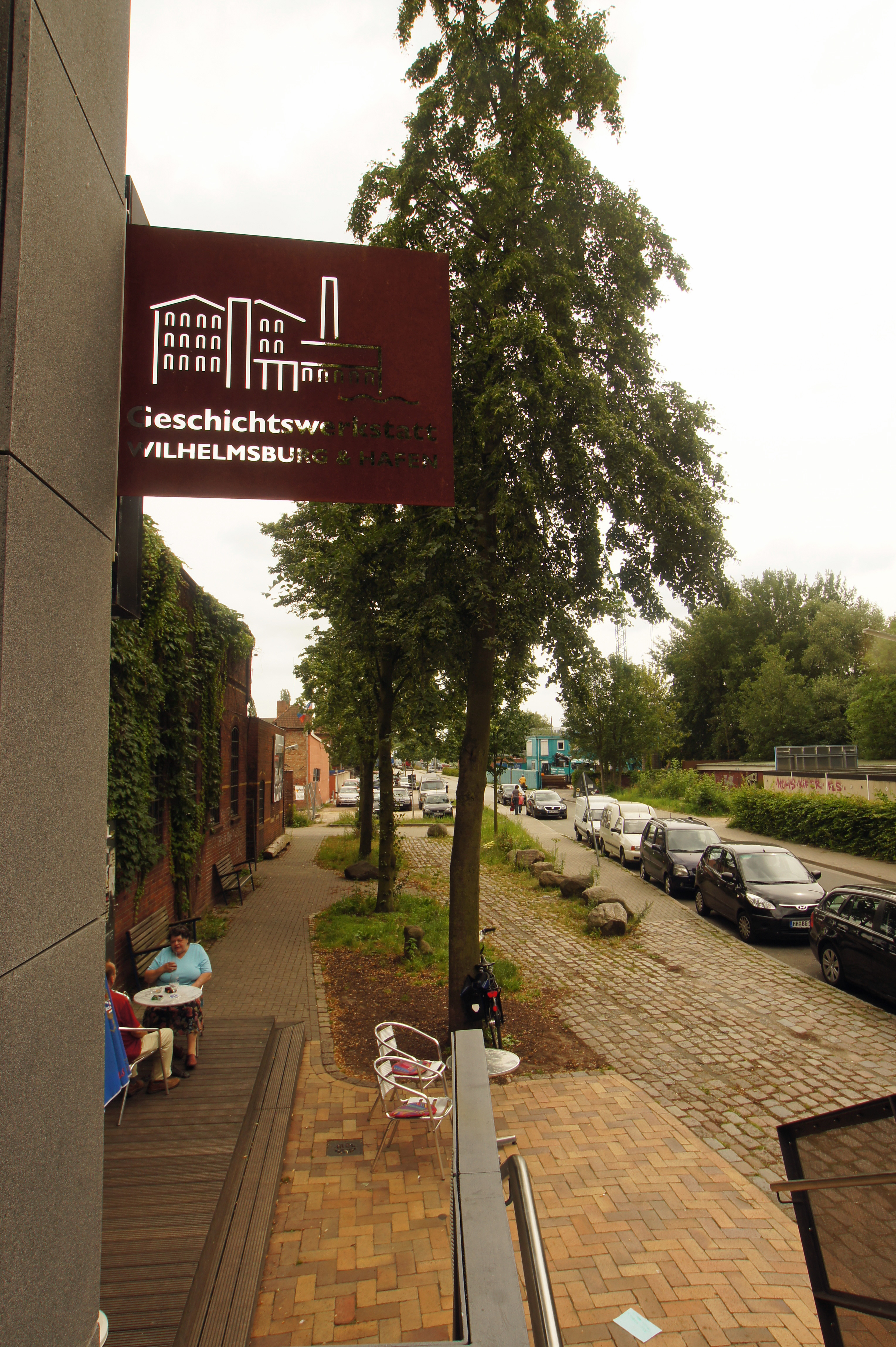
El carrer de la Indústria i el rètol del taller d'història
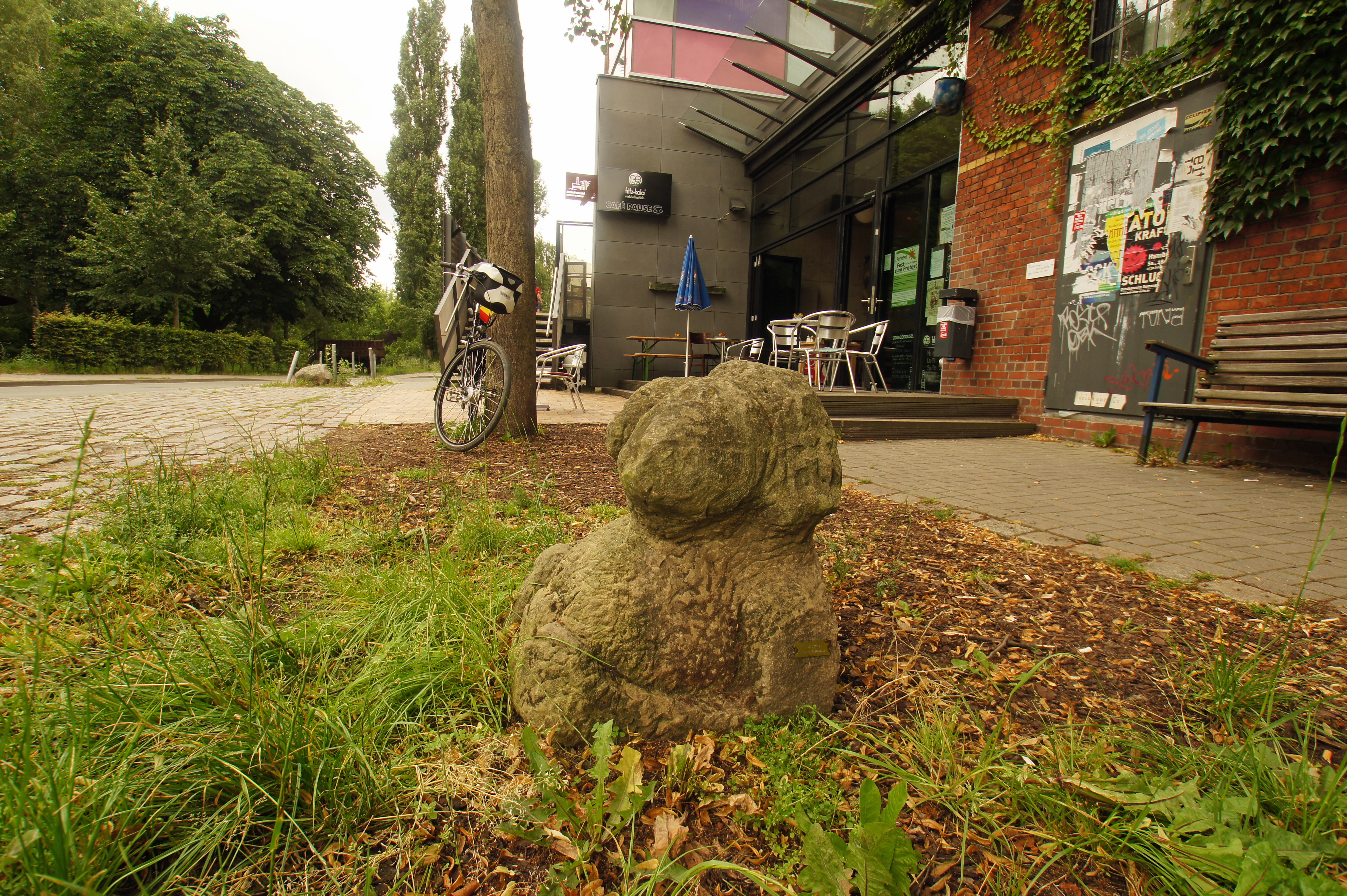
Escultura d'una incinta per a Anna Karina feta d'un bloc erràtic
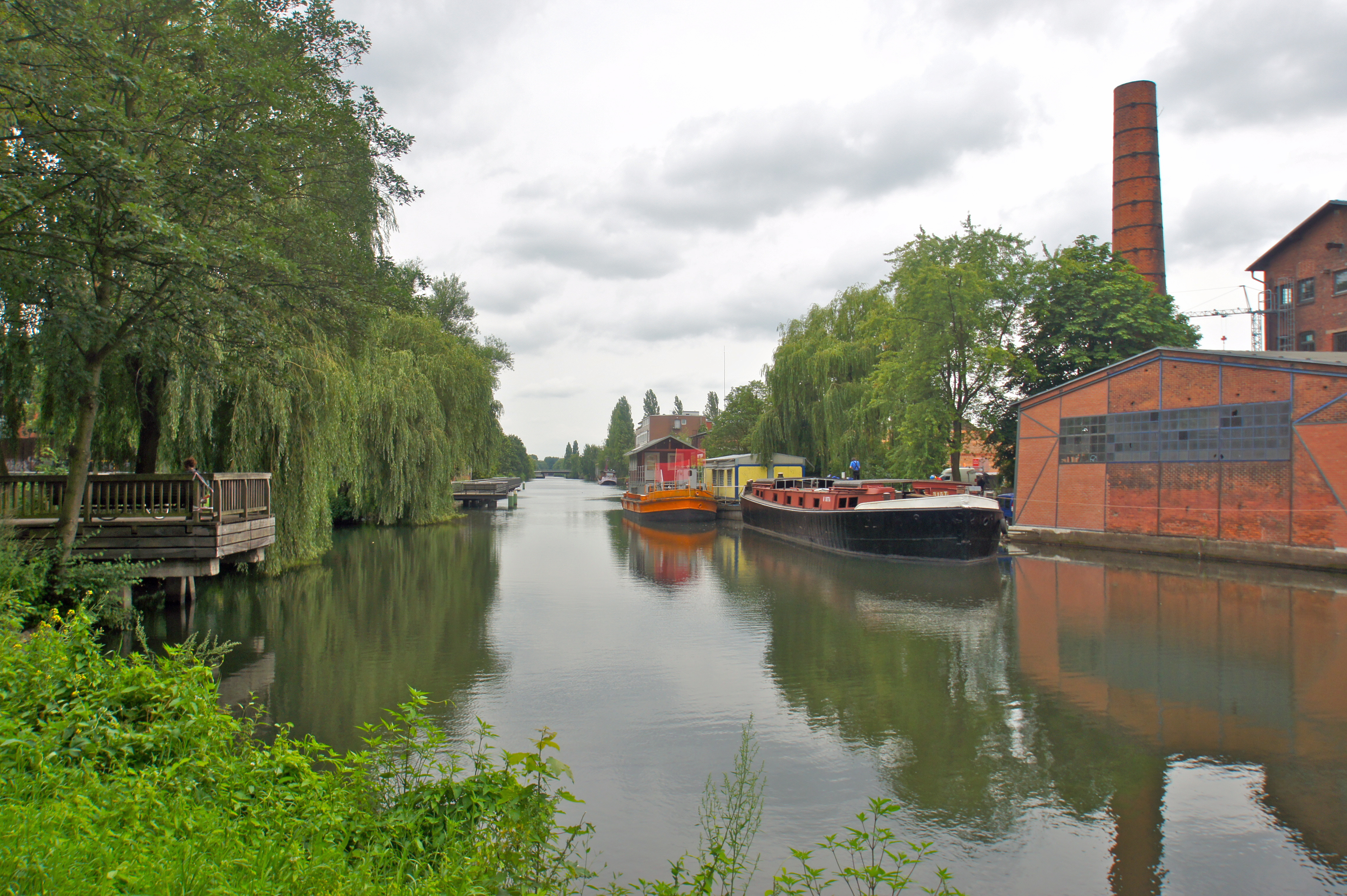
El canal de Vering, les barcasses i la fàbrica
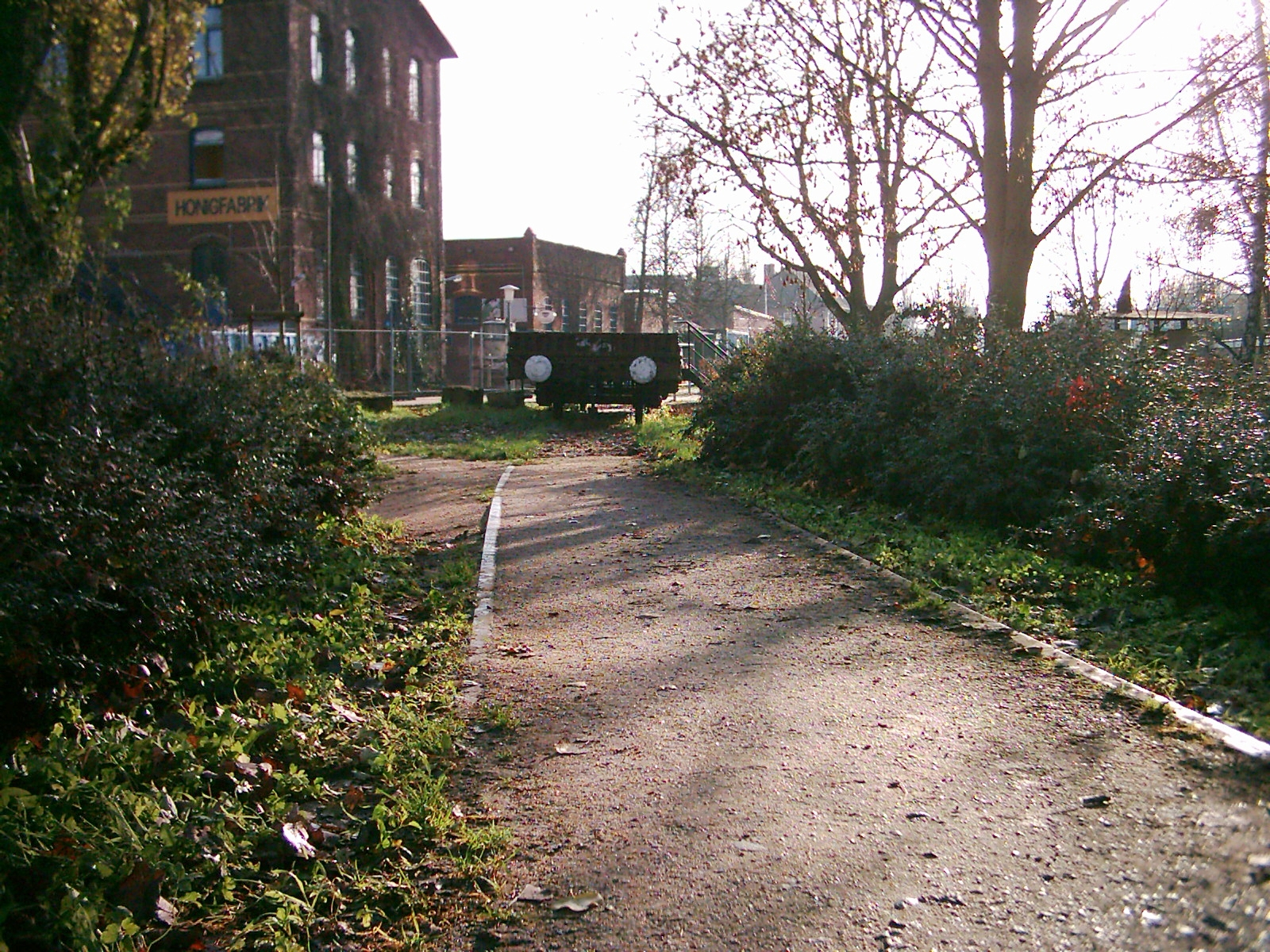
La fàbrica el 2006 abans de la modernització, el ferrocarril